# Trybula ogrodowa
Trybula ogrodowa (Anthriscus cerefolium) – gatunek rośliny z rodziny selerowatych. Pochodzi z Azji Zachodniej, Środkowej (Uzbekistan. Kirgistan), Kaukazu i południowo-wschodniej i środkowej Europy. Znana już od czasów średniowiecza. W Polsce i środkowej części Europy można ją spotkać w formie dzikiej o owłosionych owocach. W Polsce rośnie w rozproszeniu na nizinach.

## Morfologia

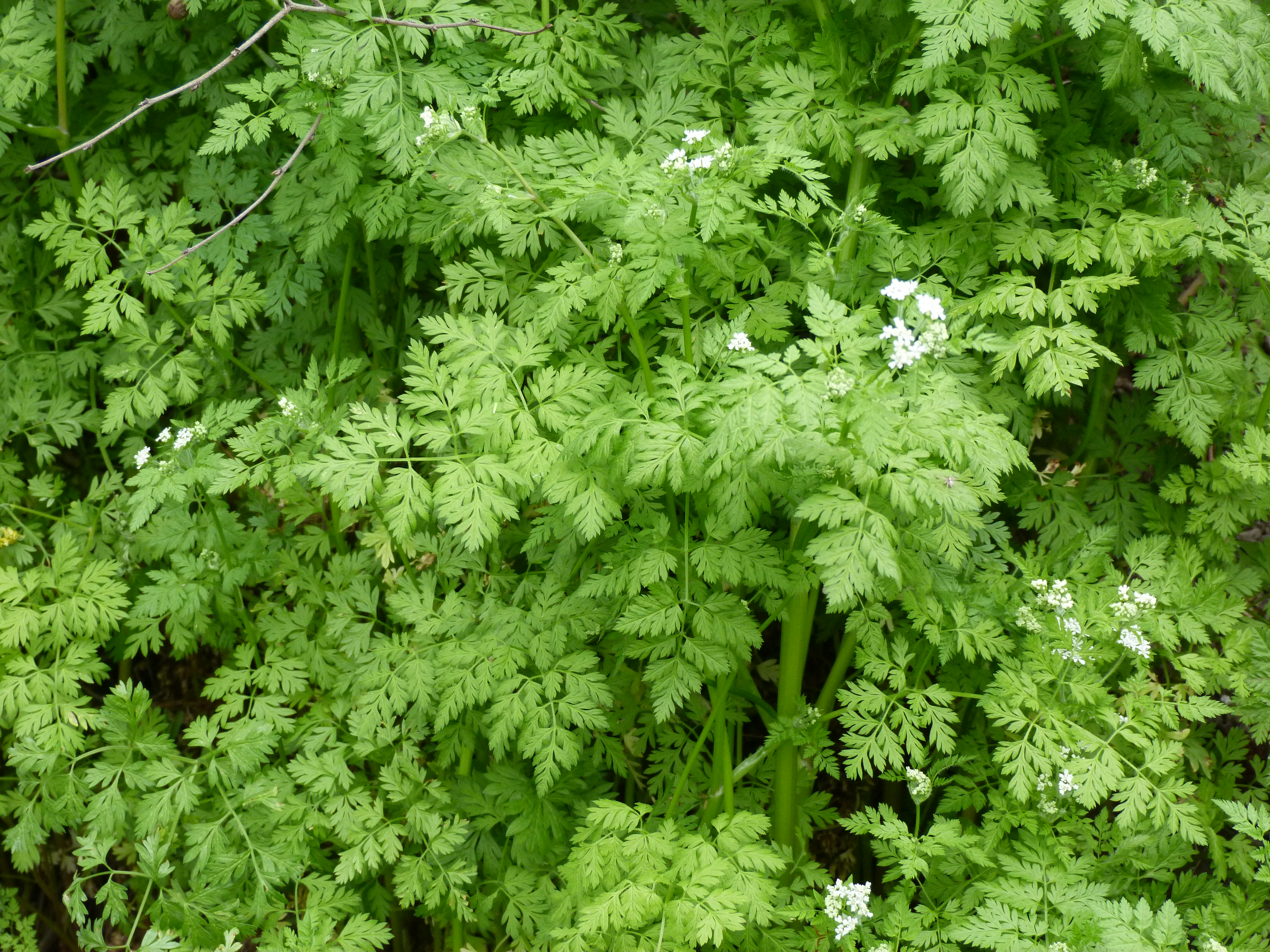
Liście

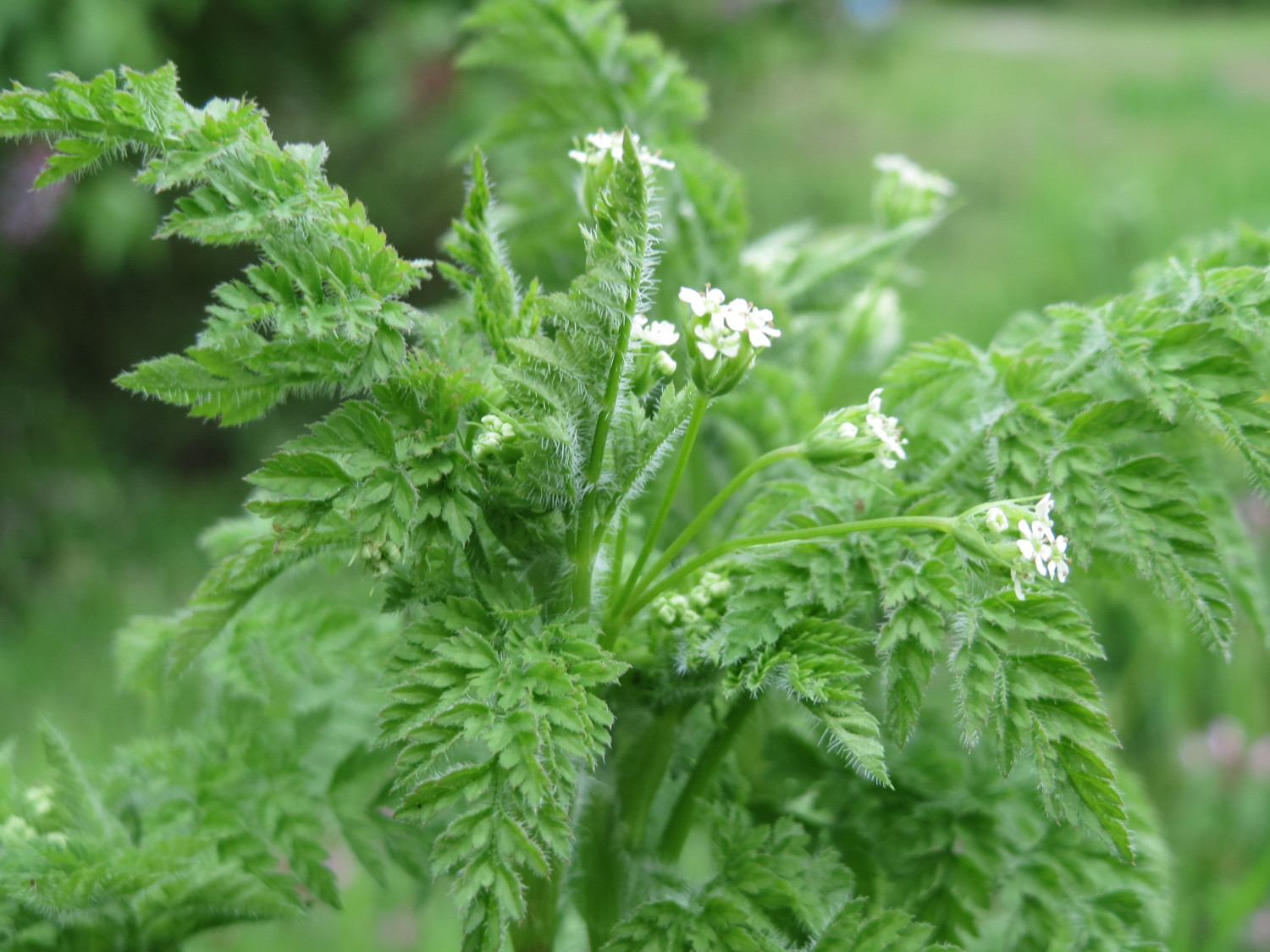
Kwiatostan

PokrójRoślina jednoroczna silnie rozgałęziona, wysokości do 50–70 cm.
LiścieDelikatne, miękkie, 2- lub 3-krotnie pierzaste, niekiedy lekko owłosione.
KwiatyDrobne w kolorze białym, o niewyraźnym kielichu, zebrane w 2–6 szypułowe złożone baldachy. Pręcików 5 i 1 słupek. Zakwita w maju – czerwcu.
OwocPodłużny. Drobna rozłupnia o dwóch rozłupkach, koloru ciemnobrunatnego.
KorzeńWrzecionowaty, cienki.

## Biologia i ekologia
Roślina jednoroczna. Gatunek charakterystyczny zespołu Alliario-Chaerophylletum temuli.

## Zastosowanie
- Nać używana jako przyprawa. Szczególnie popularna w kuchni holenderskiej, angielskiej i francuskiej do zup, sałatek, ryb, serów, jajecznicy.
- Roślina lecznicza. Z ziela otrzymuje się aromatyczny olejek lotny, karoten, witaminę C. Zioło przyspiesza trawienie oraz łagodzi wzdęcia.

## Uprawa
Podobna do uprawy pietruszki. Młode zioła zbiera się do czasu kwitnienia rośliny.